# Vermicella multifasciata
Хробакоподібний аспід північний (Vermicella multifasciata) — отруйна змія роду Хробакоподібний аспід родини аспідові.

## Поширення та поведінка
Вид є ендеміком Австралії. Зустрічається на півночі країни, включно з островами Тіві.
Хробакоподібний аспід північний — риюча змія, котра надає перевагу відкритим евкаліптовим та сезонно сухим тропічним лісам. Цей вид живиться майже виключно сліпунами.
Цей вид вважається найменш вразливим, незважаючи на нестачу інформації щодо популяції.